# Ernie Sabella
Ernie Sabella est un acteur américain né le 19 septembre 1949 à Westchester, New York (États-Unis).

## Biographie
Sabella est né à Westchester, New York. Il est diplômé de l'Université de Miami, où il a étudié au Faculté des arts du théâtre et joué au Jerry Herman Ring Theatre.

## Carrière
Parmi ses œuvres scéniques figurent The Robber Bridegroom (1976), Little Johnny Jones (1982), Guys and Dolls (1992, dans le rôle de Harry the Horse), Le Forum en folie (1996), Chicago dans le rôle d'Amos Hart (remplaçante), L'Homme de la Mancha (2002, dans le rôle de Sancho Panza) et Sweet Charity (2005).

## Filmographie
- 1984 : It's Your Move (série télévisée) : Lou Donatelli
- 1984 : Haut les flingues (City Heat) : Ballistics Expert
- 1985 : Copacabana (TV) : Sam Gropper
- 1986 : Coup double (Tough Guys) : Hotel clerk
- 1987 : Roxie (série télévisée) : Vito Carteri
- 1988 : Vampire... vous avez dit vampire? II (Fright Night Part 2) : Dr. Harrison
- 1989 : A Fine Romance (série télévisée)
- 1990 : Going Under : The Mole
- 1990 : Faith
- 1992 : Seinfeld (série télévisée) : Episode Transports urbains (The subway) : l'homme nu dans le métro
- 1992 : Le Temps d'une idylle (Just My Imagination) (TV) : Arnold Mayer
- 1994 : Le Roi lion (The Lion King) : Pumbaa the Warthog (voix)
- 1994 : Quiz Show : Car Salesman
- 1995 : Stand by Me : Pumbaa (voix)
- 1995 : Un ménage explosif (Roommates), de Peter Yates : Stash
- 1995 : Timon et Pumbaa (série télévisée) : Pumbaa (voix)
- 1997 : Timon and Pumbaa's Wild Adventure: Live and Learn (vidéo) : Pumbaa (voix)
- 1997 : Timon & Pumbaa's Wild Adventures: Hanging with Baby (vidéo) : Pumbaa (voix)
- 1997 : Timon & Pumbaa's Wild Adventures: Don't Get Mad, Get Happy (vidéo) : Pumbaa (voix)
- 1997 : Timon & Pumbaa's Wild Adventures: Grub's On (vidéo) : Pumbaa (voix)
- 1997 : In and Out (In & Out) : Aldo Hooper
- 1997 : La Souris (Mousehunt) : Maury, the Cat Care Society Owner
- 1998 : Timon & Pumbaa's Wild Adventures: Quit Buggin' Me (vidéo) : Pumbaa (voix)
- 1998 : Timon & Pumbaa's Wild Adventures: True Guts (vidéo) : Pumbaa (voix)
- 1998 : Encore! Encore! (série télévisée) : Leo
- 1998 : Le Roi lion 2 : L'Honneur de la tribu: L'Honneur de la tribu (The Lion King II: Simba's Pride) (vidéo) : Pumbaa (voix)
- 1999 : Escapade à New York (The Out-of-Towners) : Getaway Driver
- 1999 : Annie (TV) : Mr. Mark Bundles
- 2001 : One Saturday Morning (série télévisée) : Pumbaa (2000) (voix)
- 2001 : Disney's tous en boîte (House of Mouse) (série télévisée) : Pumbaa (voix)
- 2001 : Mickey, la magie de Noël (Mickey's Magical Christmas: Snowed in at the House of Mouse) (vidéo) : Pumbaa
- 2003 : Phénomène Raven (série télévisée) : M. Guido Petracelli (épisode 1)
- 2004 : Behind the Legend: Timon (vidéo) : Pumbaa (voix)
- 2004 : Le Roi lion 3 : Hakuna Matata (vidéo) : Pumbaa (voix)
- 2023 : Il était une fois un studio de Dan Abraham et Trent Correy : Pumbaa (voix)

## Voix françaises
En France, Michel Elias double Ernie Sabella pour l'ensemble des apparitions de Pumbaa le phacochère depuis Le Roi lion. Pour ses rôles à l'écran, il n'a pas de voix régulière.
| - Michel Elias dans : - Le Roi lion (voix) - Le Roi lion : Atelier de jeux (jeu vidéo, voix) - Timon et Pumbaa (série télévisée, voix) - Le Roi lion 2 (voix) - Le Roi lion 2 : Multi jeux (jeu vidéo, voix) - Mickey, la magie de Noël (voix) - Tous en boîte (série télévisée, voix) - Le Roi lion 3 (voix) - Kingdom Hearts 2 (jeu vidéo, voix) - La Garde du Roi lion (série télévisée, voix) | Et aussi : - Yves Barsacq dans Vampire, vous avez dit vampire - Mario Santini dans La Souris - Jean-Loup Horwitz dans Phénomène Raven (série télévisée) |